# Bohdan Poraj
Bohdan Poraj-Pstrokonski, es un actor y escritor inglés conocido por haber interpretado a Mike Jackford en la serie Miranda.

## Biografía
Bo es hijo de padres polacos.
Se entrenó en la prestigiosa escuela de teatro Royal Academy of Dramatic Art "RADA".
En mayo del 2003 Bo se casó con la actriz inglesa Natasha Little, la pareja tiene dos hijos Gabriel Matthew Frederick Herbert Poraj-Pstrokonski (nacido en el 2004) y Joel Poraj-Pstrokonski (nacido en el 2008).

## Carrera
En el 2009 apareció como invitado en la serie Doctors donde interpretó a Paul Guillemot, anteriormente había aparecido en la serie por primera vez en la serie en el 2003 donde interpretó a Lee Wharton durante el episodio "It's a Family Affair" y más tarde, en el 2006, dio vida a Gordon Price en el episodio "Moving On".
En el 2012 se unió al elenco recurrente de la serie Miranda, donde interpretó al reportero de televisión Mike Jackford hasta el 2014 después de que su personaje se mudara a África luego de que Miranda Preston (Miranda Hart) rechazara su propuesta de matrimonio.
En el 2014 se unió al elenco recurrente de la serie The Musketeers donde interpretó al Monsieur Bonacieux, el esposo de Constance Bonacieux (Tamla Kari), hasta el séptimo episodio de la segunda temporada en el 2015, en el que su personaje fue asesinado por la criminal Sophia/Louise (Perdita Weeks) después de que la hubiera descubierto disparándoles a los mosqueteros.

## Filmografía[1]

### Series de Televisión
| Año         | Título                         | Personaje          | Notas                                   |
| ----------- | ------------------------------ | ------------------ | --------------------------------------- |
| 2014 - 2015 | The Musketeers                 | Monsieur Bonacieux | 7 episodios                             |
| 2012 - 2014 | Miranda                        | Mike Jackford      | 6 episodios                             |
| 2014        | Boomers                        | Dan                | episodio # 1.4                          |
| 2013        | Vicious                        | Hombre en el Club  | episodio # 1.4                          |
| 2009        | The Thick of It                | Periodista         | episodio # 3.6                          |
| 2009        | Doctors                        | Paul Guillemot     | episodio "Baby Bliss"                   |
| 2007        | Holby City                     | Malcolm Stewart    | episodio "Can't Buy Me Love"            |
| 2007        | Waking the Dead                | Viktor Cyrak       | 2 episodios                             |
| 2005        | The Golden Hour                | Rick Peters        | episodio # 1.2                          |
| 2005        | The Inspector Lynley Mysteries | Martin             | episodio "The Seed of Cunning"          |
| 2004        | Murder Prevention              | James Gibson       | 3 episodios                             |
| 2004        | NY-LON                         | Seth               | 5 episodios - miniserie                 |
| 2004        | EastEnders                     | Andrew Warwick     | 4 episodios                             |
| 1997        | Underworld                     | Doctor Stanforth   | 2 episodios - miniserie                 |
| 1997        | Casualty                       | Peter Mitchell     | episodio "Whatever It Takes"            |
| 1997        | Wycliffe                       | Richard Petheric   | episodio "Seen a Ghost"                 |
| 1996        | No Bananas                     | Witold Wesolowski  | 2 episodios - miniserie                 |
| 1995        | The Thin Blue Line             | Joven Hombre       | episodio "The Queen's Birthday Present" |

### Películas
| Año  | Películas | Personaje | Notas |
| ---- | --------- | --------- | --- |
| 2001 | Enigma    | Pinker    | junto a Dougray Scott, Kate Winslet, Saffron Burrows, Jeremy Northam, Nikolaj Coster-Waldau, Tom Hollander, Matthew Macfadyen & Richard Leaf |

### Apariciones
| Año  | Programa | Personaje       | Notas                                                        |
| ---- | -------- | --------------- | ------------------------------------------------------------ |
| 2014 | Nova     | Francis Crozier | documental - episodio "Arctic Passage: Prisoners of the Ice" |

### Escritor
| Año         | Serie      | Notas                     |
| ----------- | ---------- | ------------------------- |
| 2014        | EastEnders | episodio del 14 de agosto |
| 2010 - 2013 | Doctors    | 7 episodios               |

### Teatro
| Año  | Obra                   | Personaje     | Director (a)     | Teatro                  | Notas                                                                            |
| ---- | ---------------------- | ------------- | ---------------- | ----------------------- | -------------------------------------------------------------------------------- |
| 2002 | Doctor Faustus         | -             | David Lan        | Young Vic Theatre       | junto a Jude Law, Richard McCabe, Tom Smith & Annette Badland                    |
| 2001 | Stairs to the Roof     | -             | Lucy Bailey      | Minerva Studio Theatre  | junto a Aidan McArdle, Tom Hodgkins, Catherine Walker & Andrew Melville          |
| 1999 | Hamlet                 | -             | Gemma Bodinetz   | Bristol Old Vic Theatre | junto a Colin Tierney, Rupert Frazer, Nancy Carroll, Adrian Irvine & Bill Wallis |
| 1998 | Much Ado About Nothing | Conde Claudio | Declan Donnellan | Playhouse Theatre       | junto a Matthew Macfadyen, Saskia Reeves, Stephen Mangan & Paul Goodwin          |